# -pur
El término Pur (en devanagari, पुर, en nastaʿlīq, پور) o Pura (en devanagari, पूरा, en nastaʿlīq, پورہ) aparece 30 veces en el Rig Veda, que es un antiguo texto sagrado hindú. A menudo se traduce como «ciudad», «castillo», «fortaleza» o «residencia». Estos términos se usan como sufijo -pur, -pura en los topónimos de muchas ciudades del subcontinente Indio, especialmente en India, como Jaipur y Nepal, como Bandipur. También las regiones orientales de Pakistán, es decir, las provincias de Punjab y Sindh, e históricamente en Irán y Afganistán.
Con la indianización del sudeste asiático y la expansión del hinduismo allí, especialmente en la Indosfera, el término pura también significó «templo» (morada divina), por ejemplo, los puras balineses (templos de Bali). Otras variaciones de este sufijo -pore (Singapore, término en inglés para Singapur), -puri (Jagannathpuri) o -puram (Kanchipuram). 
En el Rig Veda, también hay purs de metal (purās ayasīs en 10.101.8). En el Aitareya Brahmana, aparecen purs de cobre, bronce, plata y oro.

## Uso depur/pura
La palabra pura es la palabra sánscrita más antigua para «ciudad», se menciona con frecuencia en el Rigveda, uno de los cuatro textos sagrados canónicos del hinduismo, la mayoría data entre c. 1500–1200 a. C. Aunque originalmente Pur y pura significaban «asentamiento», en la literatura védica posterior también significa «fortaleza» o «muralla». 
Hoy en día, pura se usa a menudo para un mahalla (vecindario). Además, en el hinduismo de la isla de Bali, el templo para la adoración se conoce como pura.

## Ejemplos de topónimos

### -pur
- Adampur, Kamalganj, Bangladés
- Akkelpur, Joypurhat, Bangladés
- Babar Pur, Delhi, India
- Badalpur, Ajmiriganj, Bangladés
- Bahadur Pur, Punyab, Pakistán
- Bahawalpur, Punyab, Pakistán
- Bajitpur, Kishoreganj, Bangladés
- Bancharampur, Brahmanbaria, Bangladés
- Bharatpur, Rajastán, India
- Bhuapur, Tangail, Bangladés
- Bhujpur, Chittagong, Bangladés
- Burhanpur, Madhya Pradesh, India
- Birampur, Dinajpur, Bangladés
- Biranarasingh Pur, Odisha, India
- Bishwamvarpur, Sunamganj, Bangladés
- Chandpur, Bangladés
- Char Rajibpur, Kurigram, Bangladés
- Dakshin Shahbazpur, Barlekha, Bangladés
- Daulatpur, Khulna, Bangladés
- Daulatpur, Kushtia, Bangladés
- Daulatpur, Manikganj, Bangladés
- Dayal Pur, Delhi, India
- Dinajpur, Bangladés
- Durgapur, Netrokona, Bangladés
- Durgapur, Rajshahi, Bangladés
- Faridpur, Bangladés
- Faridpur, Pabna, Bangladés
- Fateh Pur, Punyab, Pakistán
- Gajnaipur, Madhabpur, Bangladés
- Gazipur, Bangladés
- Gazipur, Chunarughat, Bangladés
- Gauripur, Mymensingh, Bangladés
- Gokal Pur, Delhi, India
- Gomastapur, Nawabganj, Bangladés
- Gopalpur, Tangail, Bangladés
- Gundeshapur, Irán
- Gurudaspur, Natore, Bangladés
- Hajipur, Kulaura, Bangladés
- Hakimpur, Dinajpur, Bangladés
- Hakim Pur, Punyab, India
- Haripur, Thakurgaon, Bangladés
- Harirampur, Manikganj, Bangladés
- Hossainpur, Kishoreganj, Bangladés
- Islampur, Jamalpur, Bangladés
- Islampur, Kamalganj, Bangladés
- Jagadispur, Madhabpur, Bangladés
- Jagannathpur, Sunamganj, Bangladés
- Jaintiapur, Sylhet, Bangladés
- Jaipur, Rajastán, India
- Jamalpur, Bangladés
- Jaunpur, Uttar Pradesh, India
- Jodhpur, Rajastán, India
- Kazipur, Sirajganj, Bangladés
- Kadirpur, Kulaura, Bangladés
- Kanpur, Uttar Pradesh, India
- Keshabpur, Jessore, Bangladés
- Khalishpur, Khulna, Bangladés
- Khanpur, Punyab, Pakistán
- Khanpur, Delhi, India
- Khanpur, Jaiber Pastunjuá, Pakistán
- Khanpur, Uttar Pradesh
- Kotchandpur, Jhenaidah, Bangladés
- Lakshmipur, Bangladés
- Lal Pur, Afganistán
- Lalpur, Natore, Bangladés
- Lascarpur, Habiganj, Bangladés
- Libas Pur, Delhi, India
- Madaripur, Bangladés
- Madhabpur, Habiganj, Bangladés
- Madhabpur, Kamalganj, Bangladés
- Madhupur, Tangail, Bangladés
- Maheshpur, Jhenaidah, Bangladés
- Manipur, India
- Manirampur, Jessore, Bangladés
- Meherpur, Bangladés
- Mirpur, Daca, Bangladés
- Mirpur, Kushtia, Bangladés
- Mirzapur, Tangail, Bangladés
- Mirza Pur, Punyab,  Pakistán
- Mithe Pur, Delhi, India
- Mohadevpur, Naogaon, Bangladés
- Mohammadpur, Daca, Bangladés
- Mohammadpur, Magura, Bangladés
- Mohanpur, Rajshahi, Bangladés
- Mohri Pur, Punyab, Pakistan
- Muksudpur, Gopalganj, Bangladés
- Muzaffarpur, Bihar, India
- Nagarpur, Tangail, Bangladés
- Nazirpur, Pirojpur, Bangladés
- Niamatpur, Naogaon, Bangladés
- Nijbahadurpur, Barlekha, Bangladés
- Nishapur, Irán
- Nizampur, Habiganj, Bangladés
- Noorpur, Habiganj, Bangladés
- Nurpur, Sayestaganj, Bangladés
- Parbatipur, Dinajpur, Bangladés
- Phulpur, Mymensingh, Bangladés
- Pirojpur, Bangladés
- Rahimpur, Kamalganj, Bangladés
- Raipur, Lakshmipur, Bangladés
- Rajapur, Bhola, Bangladés
- Rangpur, Bangladés
- Saadat Pur, Punyab, Pakistán
- Sadarpur, Faridpur, Bangladés
- Sadullapur, Gaibandha, Bangladés
- Saghar Pur, Punyab
- Sakhipur, Tangail, Bangladés
- Sampur, Trincomalee, Sri Lanka
- Sangrampur, Siwan, Bihar, India
- Seet pur, Punyab, Pakistán
- Shahjadpur, Sirajganj, Bangladés
- Shahjahanpur, Madhabpur, Bangladés
- Shajahanpur, Bogra, Bangladés
- Shariatpur, Bangladés
- Sharifpur, Kulaura, Bangladés
- Sherpur, Bangladés
- Sherpur, Bogra, Bangladés
- Shibpur, Narsingdi, Bangladés
- Shyampur, Daca, Bangladés
- Sreepur, Magura, Bangladés
- Sreepur, Gazipur, Bangladés
- Sultanpur, Uttar Pradesh
- Sultan Pur, Delhi, India
- Sultanpur, Madhya Pradesh
- Sultanpur, Uttarakhand
- Sultanpur Lodhi, Punyab, India
- Sultanpur, Karnataka,
- Sultanpur, Haryana
- Sutrapur, Daca, Bangladés
- Tahirpur, Sunamganj, Bangladés
- Talimpur, Barlekha, Bangladés
- Udaipur, Rajastán, India
- Ulipur, Kurigram, Bangladés
- Vijay Pur, Jammu and Kashmir
- Wazirpur, Barisal, Bangladés
- Ziauddin Pur, Delhi, India

### -pura
- Amlapura, Bali, Indonesia
- Anuradhapura,  Sri Lanka
- Azeem Pura, Pakistán
- Dallo Pura, Delhi, India
- Daulat Pura, Pakistán
- Gobind Pura, Punyab, Pakistán
- Islam Pura, Karachi
- Jangpura, Delhi, India
- Jayapura, Indonesia
- Madan Pura, Punyab, Pakistán
- Manpura, Bhola, Bangladés
- Mempura, Riau, Indonesia
- Mochi Pura, Punyab, Pakistán
- Martapura, South Kalimantan, Indonesia
- Mangupura, Bali, Indonesia
- Narayan Pura, Sind, Pakistán
- Raipura, Narsingdi, Bangladés
- Ranbir Pura, Punyab, India
- Roshan Pura, Delhi, India
- Sangkapura, Bawean, Indonesia
- Semarapura, Bali, Indonesia
- Sheikhupura, Punyab, Pakistán
- Siak Sri Indrapura, Riau, Indonesia
- Sikandar Pura, Punyab, Pakistán

### -puram
A pesar de que el idioma malabar pertenece a una familia lingüística (la familia dravida) diferente a la del sánscrito (indoaria), ha tomado prestadas muchas palabras de su vocabulario, como -puram (de -pur), habiendo hoy muchos nombres de lugares en Kerala que terminan en -puram.
- Kanchipuram, Tamil Nadu, India
- Sreekrishnapuram, Palakkad, India

### -puri
- Jagannathpuri o simplemente Puri

### -pore
El sufijo -pore es una deformación inglesa de -pur, rara en otros idiomas como el castellano. 
- Singapore, en castellano Singapur.
- Singapore (desambiguación)